# Austrian Open 1991
L'Austrian Open 1991 è stato un torneo di tennis giocato sulla terra rossa. È stata la 46ª edizione del torneo, che fa parte della categoria World Series nell'ambito dell'ATP Tour 1991. Si è giocato a Kitzbühel in Austria dal 29 luglio al 4 agosto 1991.

## Campioni

### Singolare maschile
Karel Nováček ha battuto in finale  Magnus Gustafsson con il punteggio di 7–6(2), 7–6(4), 6–2

### Doppio maschile
Tomás Carbonell /  Francisco Roig hanno battuto in finale  Pablo Arraya /   Dmitrij Poljakov con il punteggio di 6–7, 6–2, 6–4